# کشتار کفار عزه
در ۷ اکتبر ۲۰۲۳ و در آغاز تهاجم حماس به اسرائیل، حدود ۷۰ نفر از ستیزه‌جوی حماس کشتاری را به ساکنان کیبوتص کفار عزه انجام دادند، که حدود ۳ کیلومتر از مرز نزدیک به ناحیه نزدیک به نوار غزه واقع شده‌است.
این مهاجمان صبح آن روز از دیواری که کیبوتص را از ناحیه نزدیک به غزه جدا می‌کرد، عبور کرده و ساکنان این منطقه را کشتند. تا تاریخ ۱۰ اکتبر ۲۰۲۳، نیروهای نظامی هنوز در حال جستجوی اجساد در این منطقه هستند. تعداد کل ساکنان کشته شده هنوز به صورت عمومی اعلام نشده‌است، اما گفته می‌شود حداقل ۴۰ کودکان جان خود را از دست دادند . نیروهای ارتش اسرائیل در یک مصاحبه با شبکه خبری آی۲۴نیوز اعلام کردند که ۴۰ کودک متوفیان که سرشانه آن‌ها بریده شده بود، پیدا شده‌اند، هرچند ارتش اسرائیل به آژانس آنادولو گفته بود که نمی‌تواند گزارش‌ها در مورد این کودکان را تأیید کند.
ان‌بی‌سی نیوز اعلام کرد که این ادعا نمی تواند به طور مستقل تایید شود و هیچ مدرک عکاسی مبنی بر بریدن سر نوزادان ارائه نشده است. سی‌ان‌ان گزارش داد که ادعای سر بریدن را نمی توان تایید کرد.
این ادعا که ۴۰ نوزاد سر بریده شده اند، توجه گسترده ای را در رسانه های اجتماعی به خود جلب کرد، با بیش از ۴۰ میلیون بازخورد در X (توئیتر سابق) که توسط وب سایت اسرائیلی i24NEWS و حساب رسمی اسرائیل منتشر شد. این ادعا به صفحه اول اخبار تقریباً دوازده روزنامه بریتانیایی رسید. ان‌بی‌سی نیوز اظهار داشت که این ادعا احتمالاً اشتباه بوده و بر اساس تلفیق دو بیانیه جداگانه توسط سربازان ارتش اسرائیل است.
علاوه بر این، ستیزه‌جویان از کیبوتص گروگان گرفتند. ایتای وروف (به انگلیسی: Itai Veruv)، ژنرال ارتش اسرائیل، این حادثه را به عنوان یک حمله تروریستی توصیف کرد.
خبرنگاران به این محل دسترسی داشتند و این حادثه را با کشتار بوچا در اوکراین مقایسه کردند.

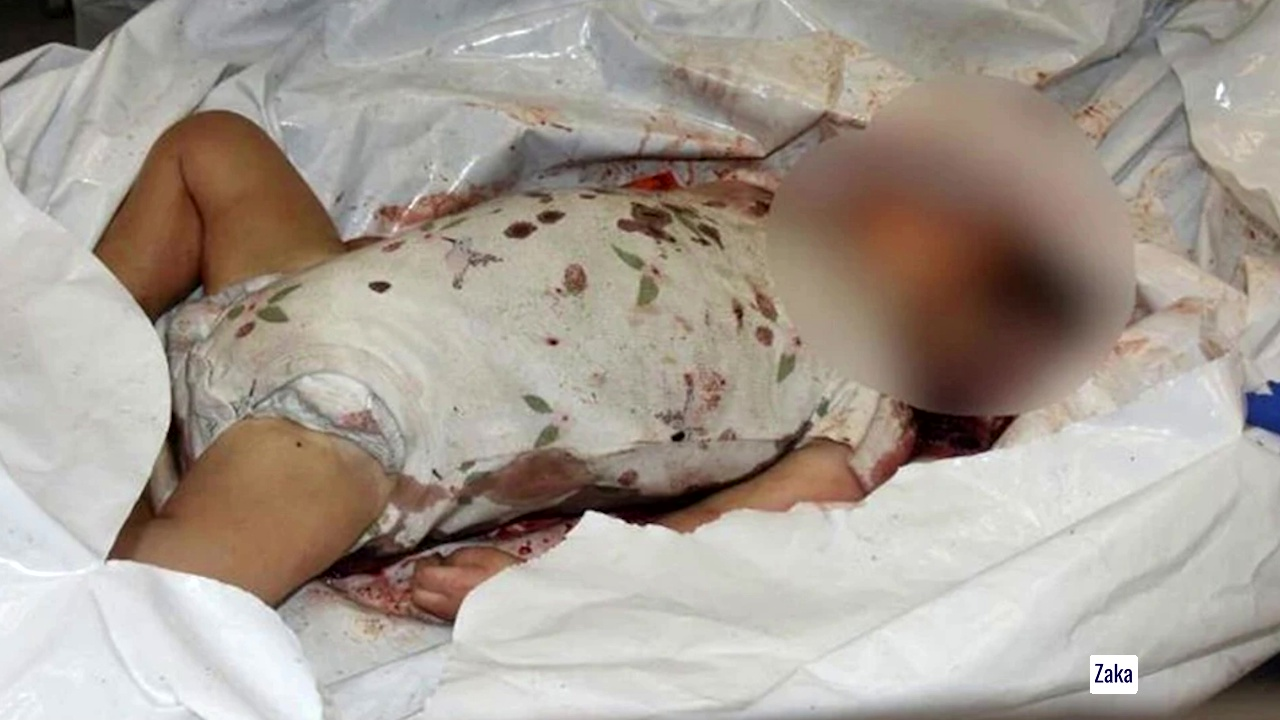
یک نوزاد به قتل رسیده توسط نیروهای حماس در کفار عزه

قبل از این حادثه، این شهرک دارای ۴۰۰ نفر جمعیت بود. نیروهای نظامی اسرائیل دو روز و نیم طول کشید تا پس از حمله اولیه به کنترل کامل این شهرک بازگردند.
این حادثه همزمان با یک سری کشتار و درگیری‌های نظامی دیگر در جوامع متعدد اسرائیلی همسایه، از جمله نتیو هااسرا، کشتار بئری و کشتار جشنواره موسیقی رعیم رخ داد.